# یک‌ضرب

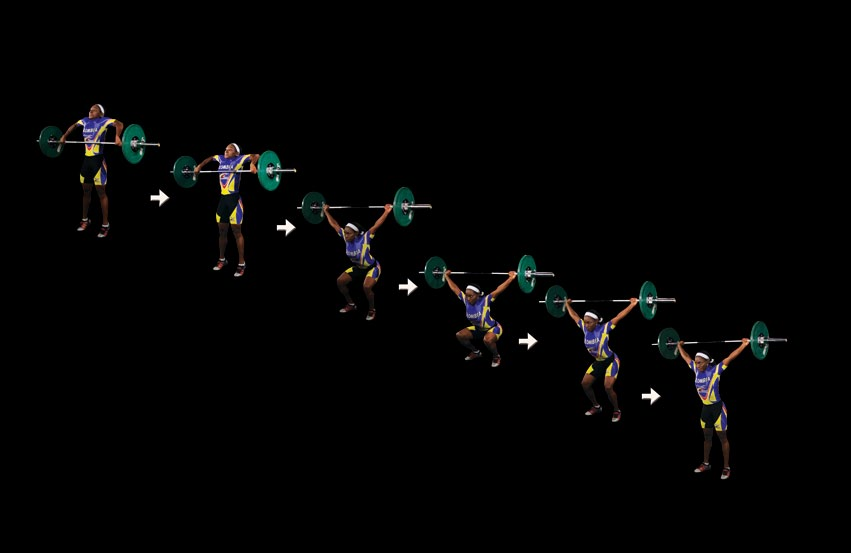
نحوه بلند کردن وزنه در یک ضرب

یک‌ضرب اولین حرکت از دو حرکت رقابت‌های ورزش وزنه‌برداری است که بعد از آن حرکت دوضرب انجام می‌شود. هدف از این حرکت بالابردن هالتر از روی زمین به بالای سر در یک حرکت پیوسته‌است.

## رکوردهای جهانی
منبع:
مردان
| کلاس وزنی وزنه‌بردار | نام             | وزنه        |
| ------------------- | --------------- | ----------- |
| ۵۶ کیلوگرم          | وو جینگبیائو    | ۱۳۹ کیلوگرم |
| ۶۲ کیلوگرم          | کیم اون-گوک     | ۱۵۴ کیلوگرم |
| ۶۹ کیلوگرم          | لیائو هوی       | ۱۶۶ کیلوگرم |
| ۷۷ کیلوگرم          | لو چیائوجون     | ۱۷۷ کیلوگرم |
| ۸۵ کیلوگرم          | Andrei Rybakou  | ۱۸۷ کیلوگرم |
| ۹۴ کیلوگرم          | کاخی کاشیاشویلی | ۱۸۸ کیلوگرم |
| ۱۰۵ کیلوگرم         | اندری آرمانو    | ۲۰۰ کیلوگرم |
| ۱۰۵+ کیلوگرم        | لاشا تالاخادزه  | ۲۱۷ کیلوگرم |

زنان
| کلاس وزنی وزنه‌بردار | نام                 | وزنه        |
| ------------------- | ------------------- | ----------- |
| ۴۸ کیلوگرم          | یانگ لیان           | ۹۸ کیلوگرم  |
| ۵۳ کیلوگرم          | لی پینگ             | ۱۰۳ کیلوگرم |
| ۵۸ کیلوگرم          | Boyanka Kostova     | ۱۱۲ کیلوگرم |
| ۶۳ کیلوگرم          | سوتلانا تزاراوکیوف  | ۱۱۷ کیلوگرم |
| ۶۹ کیلوگرم          | Liu Chunhong        | ۱۲۸ کیلوگرم |
| ۷۵ کیلوگرم          | ناتالیا زابولوتنایا | ۱۳۵ کیلوگرم |
| ۷۵+ کیلوگرم         | تاتیانا کاشیرینا    | ۱۵۵ کیلوگرم |